# トリノ県

トリノ県
Città metropolitana di Torino

トリノ県（トリノけん、イタリア語: Città metropolitana di Torino）は、イタリア共和国ピエモンテ州に属する県級行政区画。県都トリノ（トリーノ）はピエモンテ州の州都でもある。
法制上の位置づけは、2015年1月1日に従来の県（Provincia）から大都市圏（Città metropolitana）に移行した。
イタリア語版ウィキペディア等では廃止された Provincia di Torino と新設された Città metropolitana di Torino が別項目になっているが、便宜上双方を「トリノ県」として本項で扱う。

## 地理

### 位置・広がり
ピエモンテ州南西部に位置する県である。西にフランスと国境を接しており、西北をオーヴェルニュ＝ローヌ＝アルプ地域圏、西南をプロヴァンス＝アルプ＝コート・ダジュール地域圏（PACA）と接する。
隣接する県、およびそれに相当する行政区画は以下の通り。
- 北 - ヴァッレ・ダオスタ州
- 北東 - ビエッラ県
- 東 - ヴェルチェッリ県、アレッサンドリア県
- 南東 - アスティ県
- 南 - クーネオ県
- 南西 - オート＝アルプ県（フランス、PACA）
- 北西 - サヴォワ県（フランス、オーヴェルニュ＝ローヌ＝アルプ地域圏）

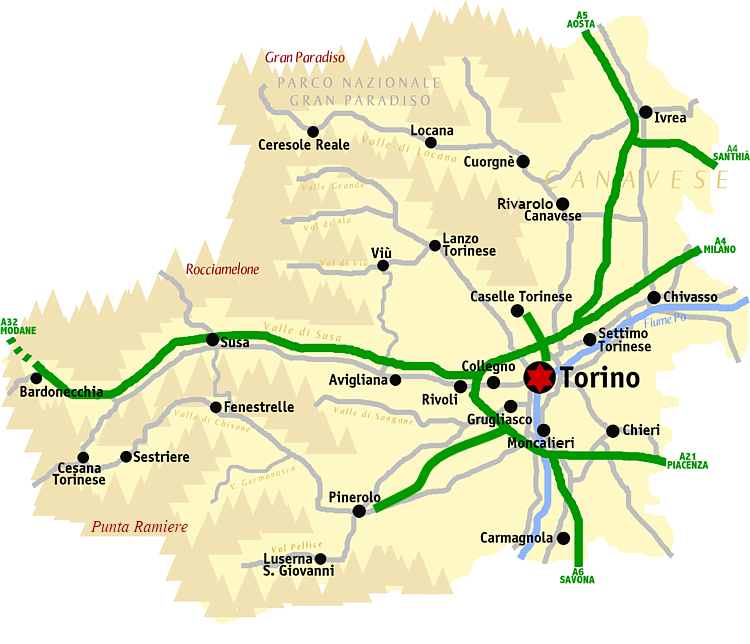
トリノ県概略図

### 地勢

#### 山
県北部、ヴァッレ・ダオスタ州との境界にはグラン・パラディーゾ山（標高4,061m）がそびえ、同州とにまたがるその周囲 703.18km2 は、グラン・パラディーゾ国立公園となっている。

#### 河川と谷筋
- ポー川

#### 峠
県西部ヴァル・ディ・スーザ最奥部のバルドネッキアから西へ、フレジュス峠が越える。

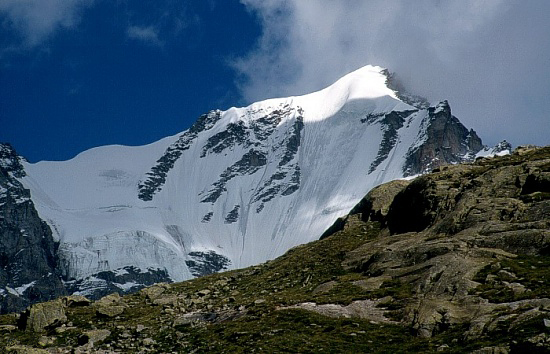
グラン・パラディーゾ山（ヴァッレ・ダオスタ州側からの撮影）

### 主要な都市
2001年の国勢調査に基づく居住地区（Località abitata）別人口統計によれば、人口3万人以上の都市は以下の通り。（　）内は所属コムーネ（自治体）名を示すが、都市名と同一の場合は省いた。 
- トリノ - 863,669人
- ニケリーノ - 47,315人
- モンカリエーリ - 47,183人
- リーヴォリ - 47,035人
- コッレーニョ - 44,312人
- セッティモ・トリネーゼ - 43,966人
- ヴェナリーア・レアーレ - 35,383人
- グルリアスコ - 34,262人

- トリノ
- モンカリエーリ
- ヴェナリーア・レアーレ

## 行政区画
トリノ県には2021年1月1日現在、312のコムーネが属する。これは、イタリアの県の中でもっとも多い。
主要なコムーネ（上位10位）は下表の通り。左端の数字はISTATコードを示す。人口は2014年1月1日現在。
| コード | 自治体名               | 人口    |
| ------ | ---------------------- | ------- |
| 001272 | トリノ                 | 902,137 |
| 001156 | モンカリエーリ         | 56,884  |
| 001090 | コッレーニョ           | 50,057  |
| 001219 | リーヴォリ             | 49,037  |
| 001164 | ニケリーノ             | 48,381  |
| 001265 | セッティモ・トリネーゼ | 47,805  |
| 001120 | グルリアスコ           | 38,067  |
| 001078 | キエーリ               | 36,797  |
| 001191 | ピネローロ             | 35,584  |
| 001292 | ヴェナリーア・レアーレ | 34,403  |

21世紀に入って以降、以下のコムーネ統廃合 (it:Fusione di comuni italiani) が行われている。
2019年発足
- ヴァル・ディ・キ (アーリチェ・スペリオーレ、ルニャッコ、ペッコが合併)
- ヴァルキウーザ (メウリアーノ、トラウゼッラ、ヴィーコ・カナヴェーゼが合併)

## 人物

### 著名な出身者
- ジョゼフ＝ルイ・ラグランジュ - 18-19世紀の数学者・天文学者。トリノ生まれ。
- アメデオ・アヴォガドロ - 18-19世紀の物理学者・化学者。トリノ生まれ。
- カミッロ・カヴール - 19世紀の政治家、イタリア王国の初代首相。トリノ生まれ。
- ルイージ・ファクタ - 19-20世紀の政治家、イタリア王国首相。ピネローロ生まれ。
- ジョヴァンニ・アニェッリ - 19-20世紀の実業家、フィアット創業者。ヴィッラール・ペローザ生まれ。
- リータ・レーヴィ＝モンタルチーニ - 20-21世紀の神経学者。トリノ生まれ。
- サルバドール・エドワード・ルリア - 20世紀の遺伝学者。トリノ生まれ。

### ゆかりの人物
- ニコラ・フーケ - 17世紀のフランスの政治家。失脚後、ピネローロの監獄に収容され、同地で没。
- 鉄仮面 - 17-18世紀のフランスの囚人。1669年にピネローロの監獄に収容され歴史に登場する。

## 対外関係

### 日本との姉妹都市･提携都市
姉妹自治体
姉妹都市
（都道府県 市区町村） - （県内都市等）
- 愛知県 名古屋市 - トリノ市